# Laisse tomber les filles

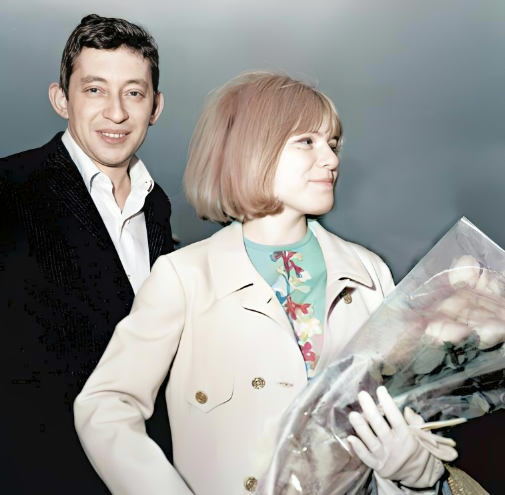
France Gall y Serge Gainsbourg.

«Laisse tomber les filles» es una canción francesa escrita y compuesta por Serge Gainsbourg e interpretada por France Gall en 1964.

## Ficha técnica
- Título: Laisse tomber les filles
- Letras y música : Serge Gainsbourg
- Intérprete originario: France Gall en los super 45 tours Philips 434-949 BE
- Arreglos y dirección musical: Alain Goraguer
- Orquesta:
  - Piano: Alain Goraguer
  - Guitarra: Léo Petit
  - Bajo: Pierre Michelot
  - Batería: Christian Garros
- Productor: Denis Bourgeois
- Año de producción: 1964
- Editor: Sidonie
- Publicación: Agosto de 1964
- Duración: 2:10

## Comentario
El mensaje de la canción se puede resumir en: “Tendrás tu merecido”.  Una chica a la que han roto el corazón se dirige al responsable, avisándole de que si no “deja a las chicas en paz” acabará él también con el corazón partido.
El contraste entre el tono oscuro de la canción y el más animado de sus coetáneas del estilo pop yeyé fue comentado por  Gilles Verland en el año 2000:
Las letras de Gainsbourg obviamente no tienen nada que ver con la visión del mundo expresada por cualquier otro vocalista adolescente de su tiempo; por supuesto que sus palabras tienen sus encantos, pero ni un solo átomo de profundidad. En las letras de las canciones de Gainsbourg, y en "Laisser tomber le filles" en particular existe una sorprendente lucidez, mezclada con el rechazo a ser atrapado por "la gran farsa del amor", definida en términos como "nunca" o "siempre". Pero con "Laisser tomber le filles" , no se nos presenta un narrador de treinta o treinta y cinco años, si no una adolescente.
Las vengativas palabras de France Gall son acompañadas por una conocida banda de Jazz liderada por Alain Goraguer. La misma banda con la que Gainsbourg grababa por entonces. El énfasis de la canción en los metales y la percusión es reconocido como esencial para el éxito de la misma.
La afición del mundo angloparlante por el "sonido pop francés" hace que la canción continúe siendo popular hoy en día.
También ha sido recientemente versioneada por la cantante francesa Mareva Galanter haciendo referencia explícita al estilo yeyé. La canción también fue versioneada por Fabienne Delsol en su primer álbum en solitario: No Time For Sorrows (2004) y por April March. 
En 2007, se utilizó en la película de Tarantino titulada Death Proof.